# Integrationsbeauftragter der Bayerischen Staatsregierung
Die bzw. der Integrationsbeauftragte der Bayerischen Staatsregierung (rechtlich Bayerischer Integrationsbeauftragte) berät und unterstützt die Bayerische Staatsregierung in Fragen der Integrations-, Asyl- und Migrationspolitik. Der Integrationsbeauftragte der Bayerischen Staatsregierung ist seit November 2023 Karl Straub (CSU).

## Geschichte
Das Amt wurde Ende 2008 eingerichtet. Damit reagierte die Bayerische Staatsregierung auf eine sich verändernde Zusammensetzung der Bevölkerung im Freistaat Bayern, in dem heute rund 3,5 Millionen Menschen mit Migrationshintergrund leben.

## Aufgaben und Organisation
Das Amt ist unabhängig und ressortübergreifend angelegt und der Amtsinhaber ist kein Regierungsmitglied. Das Amt und dessen Geschäftsstelle ist seit 2018 dem Bayerischen Staatsministerium des Innern, für Sport und Integration zugeordnet. Zuvor war es von 2015 bis 2018 in der Bayerischen Staatskanzlei und davor von 2009 bis 2015 beim Bayerischen Staatsministerium für Arbeit und Soziales, Familie und Integration angesiedelt. Der Integrationsbeauftragte arbeitet mit allen Staatsministerien insbesondere bei integrationsspezifischen Anliegen zur schulischen, beruflichen, kommunalen und gesellschaftlichen Integration von Menschen mit Migrationshintergrund zusammen.
Zentrale Aufgaben sind:
- die Beantwortung von Eingaben: Menschen mit Migrationshintergrund, Geflüchtete und Helfer, Verbände und Organisationen können sich mit ihren Anliegen an die Integrationsbeauftragte wenden
- eine intensive Öffentlichkeitsarbeit, um die Bürger für das Thema Integration zu interessieren und auf die Bedeutung dieses Politikfelds hinzuweisen
- die jährliche Verleihung des Bayerischen Integrationspreises
- Ombudsfunktion, um die Anliegen und die Stimmungslage in den jeweiligen Communities frühzeitig in den politischen Meinungsbildungsprozess einzubringen
- Beratung der Bayerischen Staatsregierung, um die Integration von Menschen mit Migrationshintergrund zu verbessern.

## Beauftragte
Der Beauftragte wird vom Ministerpräsidenten berufen und entlassen.
- 2009–2016: Martin Neumeyer (CSU)
- 2017–2018: Kerstin Schreyer  (CSU)
- 2018: Mechthilde Wittmann (CSU)
- 2018–2023: Gudrun Brendel-Fischer (CSU)
- Seit 2023: Karl Straub (CSU)